# Ithomia mira
Ithomia mira är en fjärilsart som beskrevs av Otto Staudinger 1885. Ithomia mira ingår i släktet Ithomia och familjen praktfjärilar. Inga underarter finns listade i Catalogue of Life.